# Sweetbox
 (avril 2023).
Si vous disposez d'ouvrages ou d'articles de référence ou si vous connaissez des sites web de qualité traitant du thème abordé ici, merci de compléter l'article en donnant les références utiles à sa vérifiabilité et en les liant à la section « Notes et références ».

Sweetbox  est un groupe de musique pop de Los Angeles formé en 1995 par le producteur exécutif Heiko Schmidt et producteur de musique Roberto "Geo" Rosan.

## Histoire
Sweetbox s'est fait d'abord connaître avec la chanteuse Kimberley Kearney et le single Here We Go à l'été 1995. Après le départ de Kimberley Kearney du groupe, Dacia Bridges a  été  embauchée et le groupe a sorti deux singles avec elle en 1996, Shakalaka et Wot.
En 1997, Tina Harris est devenue le nouveau visage de Sweetbox et le groupe a enregistré la chanson Everything's Gonna Be Alright qui a connu le succès dans le monde entier et qui a été classé dans dix Top 10 européens différents des hit-parades. Le groupe a sorti ensuite avec Harris son premier album 'Everything's Gonna Be Alright.
En 1999, après le départ de la chanteuse Tina Harris, la chanteuse Jade Villalon a été engagée et le groupe gardant le nom Sweetbox a sorti cinq albums studio et a pu atteindre la réussite élevée en Europe, au Japon et en Corée du Sud.
À la fin de 2007, après le départ de Jade Villalon de ce groupe après sept années avec eux, Jamie Pineda a été engagée après 3000 auditions et a continué à enregistrer le septième album du groupe en 2009 avec le nouveau producteur Derek Bramble. L'album a reçu de nombreuses critiques positives.